# Ammospiza caudacuta
El chingolo colifino (Ammospiza caudacuta) también denominado sabanero de cola aguda, gorrión coliagudo, y gorrión pantanero carileonado es una especie de ave paseriforme de la familia Passerellidae que habita en humedales de Norteamérica.
Mide entre 13 y 15 cm de longitud en su edad adulta, es un gorrión pardo oscuro en su región dorsal, con la espalda muy rayada y la cola corta y aguda en la punta. El pecho es amarillento, con escasas rayas o sin ellas, y el vientre es blanco. El patrón de la cabeza es diagnóstico: la cara es de color ocre con mejillas grises; la garganta es blanca y la corona parda oscura, sin divisiones.
Habita en áreas cercanas a los cuerpos de agua, incluyendo aquellas con cierto grado de salinidad próximas a la costa. Se lo encuentra en las Praderas canadienses y el norte-centro de los Estados Unidos (porción septentrional de las Grandes Llanuras). También en el límite sur de la Bahía de Hudson, la costa atlántica del sur de Canadá y a lo largo de la costa oriental de Estados Unidos hasta Virginia.
En invierno migra el sur de Estados Unidos. Hay registros accidentales en el límite norte de México.
Se alimenta de semillas, insectos e invertebrados acuáticos. Busca alimento en el suelo, en el lodo o entre la vegetación. El nido es una taza abierta construido entre pastos o en el suelo. Sólo la hembra cría a la progenie.
Algunos científicos dividen esta especie en dos:
- Ammospiza caudacutus. Propia de la costa este de Estados Unidos. Presenta rayas en el pecho.
- Ammospiza nelsoni. Propia de Canadá y norte de Estados Unidos. Escaso o inconspicuo rayado en el pecho.